# Park Su-bin (Fußballspieler)
 Park Su-bin (kor. 박수빈; * 22. September 1999) ist ein südkoreanischer Fußballspieler.

## Karriere
Park Su-bin erlernte das Fußballspielen in den Schulmannschaften der Iri Dong Elementary School, Baegam Middle School und der Gwacheon High School, in der Jugendmannschaft des Yongin FC sowie in der Universitätsmannschaft der Kwangwoon University. Seinen ersten Vertrag unterschrieb er am 1. Februar 2022 beim japanischen Verein FC Imabari. Der Verein aus Imabari, einer Stadt in der Präfektur Ehime, spielt in der dritten japanischen Liga. Sein Profidebüt gab  Park Su-bi am 27. März 2022 (3. Spieltag) im Auswärtsspiel gegen Gainare Tottori. Hier wurde er in der 84. Minute für Takafumi Yamada eingewechselt. Das Spiel endete 1:1. Nach zwei Spielzeiten, in denen er 28 Ligaspiele bestritt, wechselte er zu Beginn der Saison 2024 zum ebenfalls in der dritten Liga spielenden AC Nagano Parceiro. Für den Verein aus Nagano bestritt er 18 Ligaspiele. Nach einer Spielzeit ging er in seine Heimat. Hier schloss er sich in Seongnam dem Zweitligisten Seongnam FC an.